# Fotosfär

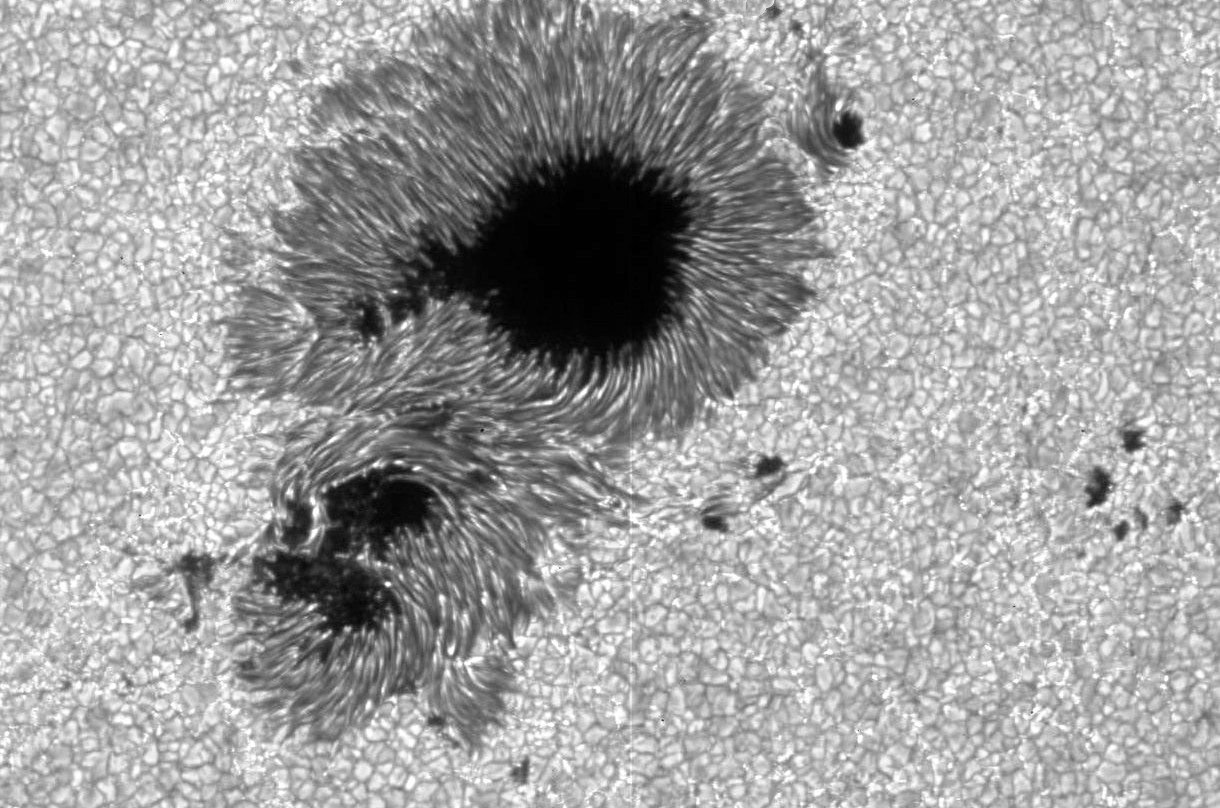
En solfläck med omgivande eldstormar eller granuler.

Fotosfären är den punkt där ett astronomiskt objekt slutar vara transparent. Uttrycket används för att beskriva solen eller andra stjärnor. Eftersom stjärnor är stora klot av gas har de inte fast yta, men det finns ett djup där gasen inte längre släpper igenom fotoner, och detta djup ger stjärnan en visuell yta.
Solens fotosfär är ungefär 6000 K varm och består av eldstormar (granuler; engelska: granules) som är ungefär 1000 km i diameter. Eldstormarna består av het, uppåtstigande gas i mitten och kallare gas som faller ner i mellanrummen mellan eldstormarna. Livslängden för en eldstorm är endast cirka 8 minuter, och det är därför solens yta ger ett kokande, bubblande intryck.